# Sericinus montela
Sericinus montela es una especie  de lepidóptero ditrisio de la familia Papilionidae, subfamilia Parnassiinae, la única del género Sericinus. Se distribuye en el centro de China, Rusia (Amur, Ussuri) y Corea.
El macho tiene un fondo blanco cremoso decorado con algunas manchas oscuras gris-negras y una serie de manchas submarginales rosadas con alas traseras, mientras que en la hembra, los patrones oscuros están mucho más desarrollados y cubren casi toda la superficie de las alas. Las alas traseras se extienden por dos largas colas.
Las orugas son negras con hileras de espinas amarillas.
Esta especie fue descrita por primera vez por el zoólogo irlandés Edward Donovan en 1798 con el nombre de Papilio telamon2,1. En 1851, el entomólogo británico John Obadiah Westwood describe el género monotípico Sericinus, con la especie tipo Papilio telamon Donovan, 17983. Sin embargo, este nombre estaba ya en uso por Papilio telamon Linnaeus, 1758; el zoólogo británico George Robert Gray introdujo en 1852, un nombre alternativo: Sericinus montela.

## Biología y distribución
- Las plantas hospederas de la oruga son aristoloches.
- Esta especie se encuentra en China, Corea del Norte y del Sur y el Lejano Oriente ruso, y se ha introducido en Japón

## Subespecies
Sericinus montela es una especie bastante variable por lo que se han descrito muchas subespecies geográficas.
- Sericinus montela absurdus Bryk, 1913 - China.
- Sericinus montela elegans Bryk, 1913 - China.
- Sericinus montela magnus Fruhstorfer, 1913 - China.
- Sericinus montela mandshuricus Rosen, 1929 - China.
- Sericinus montela guangxiensis Bai y Wang, 1998 - China.
- Sericinus montela koreanus Fixsen, 1887 - Corea.
- Sericinus montela eisneri Bryk, 1932 - Corea.
- Sericinus montela songdoi Seok, 1933 - Corea.
- Sericinus montela amurensis Staudinger, 1892.